# Consejo del Idioma Noruego

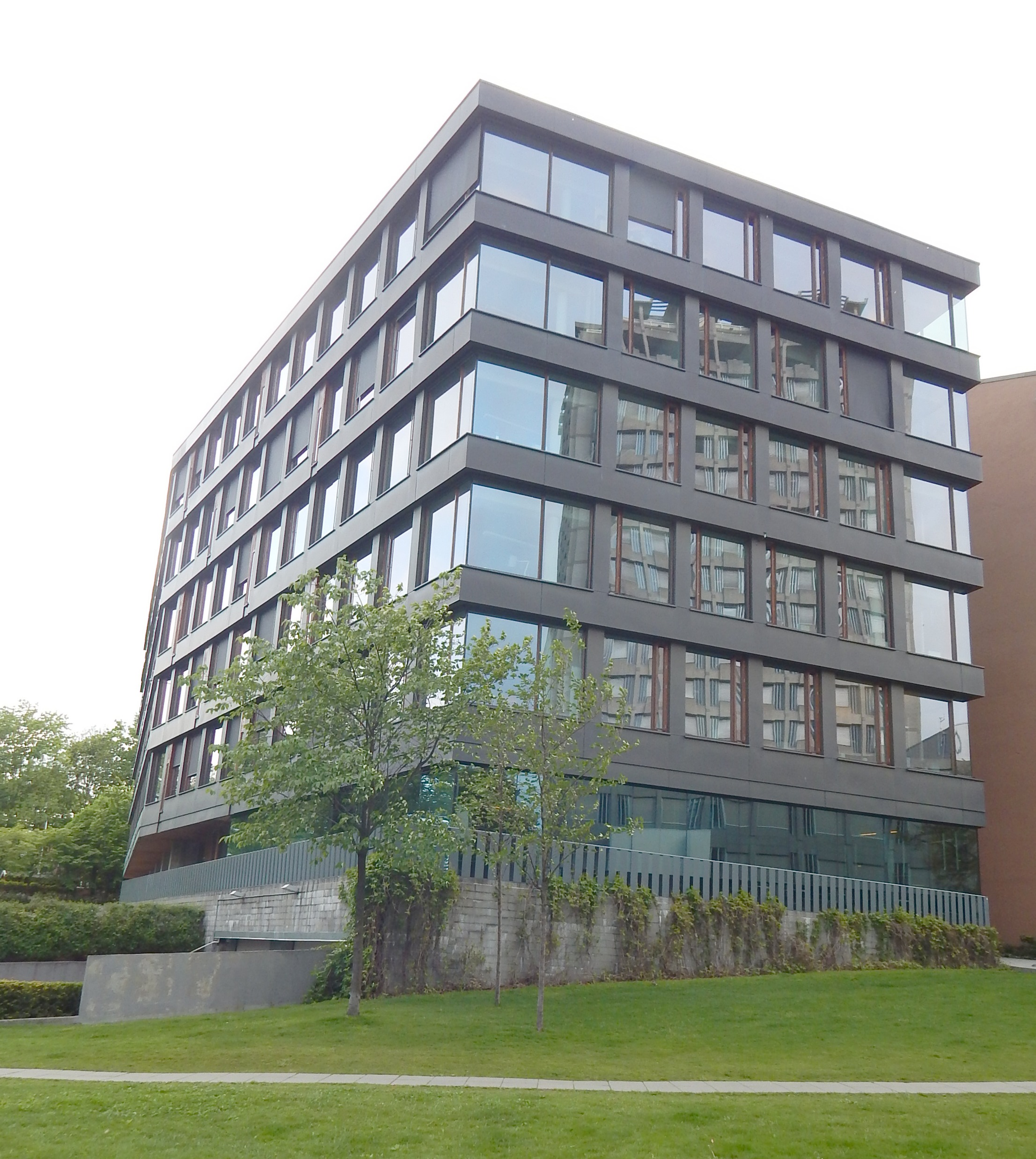
Edificio Observatoriegata 1B en Oslo, Suecia

El Consejo del Idioma Noruego (en noruego: Språkrådet) es el órgano consultivo del gobierno noruego en asuntos relacionados al idioma noruego y a la normalización lingüística. Desde el 2003 su director es Sylfest Lomheim.
El Consejo del Idioma ayuda a proteger el patrimonio cultural por el idioma noruego hablado y escrito, promueve iniciativas para aumentar el conocimiento de la lengua, su historia y características distintivas, promueve la tolerancia y el respeto mutuo entre los hablantes de las diferentes variedades de noruego y protege los derechos de cada ciudadano con respecto a la utilización de la lengua noruega.
Este consejo da recomendaciones a las autoridades en materia perteneciente al idioma, en particular respecto al uso del noruego en las escuelas, en la Corporación de Radiodifusión Noruega y en órganos de gobierno, además, presenta declaraciones sobre los principios de codificación de la lengua escrita y nombres de lugares, propone medidas legales en asuntos respecto al idioma noruego, brinda recomendaciones y guía al público general y participa y promueve en la cooperación nórdica para el cultivo de la lengua.
El Consejo fue establecido por la Ley del Consejo del Idioma Noruego en 1972. Su mayor publicación es el periódico trimestral Språknitt. El Consejo tiene un equipo de alrededor de veinte personas y su subordinado el Ministerio Noruego de Cultura y Asuntos Eclesiásticos.